# 聖ラウレンティウスの殉教 (ティツィアーノ)
『聖ラウレンティウスの殉教』（せいラウレンティウスのじゅんきょう、伊: Martirio di san Lorenzo、英: he Martyrdom of Saint Lawrence）は、イタリア盛期ルネサンスのヴェネツィア派の巨匠ティツィアーノ・ヴェチェッリオが1548-1559年ごろにキャンバス上に油彩で制作した絵画で、初期キリスト教の助祭であった聖ラウレンティウスの殉教を描いている。現在、ヴェネツィアのジェズィーティ教会に所蔵されている。作品に非常に感銘を受けたスペイン王フェリペ2世は、1567年にエル・エスコリアル修道院のためにティツィアーノに2番目のヴァージョンを委嘱した。

## 主題
ラウレンティウスはスペインからローマの教会に招聘され、貧者への施しを行う助祭となった。ローマ帝国から教会の資産を差し出すよう求められた際、連れてきた信者たちを示し、これが教会の財産であると述べる。彼は燃え盛る炎にくべられて処刑された。伝承によれば、その場に立ち会ったローマ皇帝に対して、「こちら側は焼けたから、裏返して焼け」といったという。ラウレンティウスのアトリビュート (人物を特定する事物) は助祭服と拷問道具の焼き網である。

## 作品
この大祭壇画は、1548年11月18日以前に、ロレンツォ・マッゾーロからサンタ・マリア・アッスンタ聖堂（後にイエズス会派の教会になった）内の彼の礼拝堂のために委嘱されたが、結局1559年になってようやく教会に掲げられた。ティツィアーノのローマからの帰還後わずか2年後に着手されたこの作品には、画家の中部イタリア美術についての記憶や古代ローマの遺物に対する考古学的な知識が満ちている。たとえば、背景の堂々たる建築物は、ハドリアヌス神殿 (Temple of Hadrian) に則って形作られている。
エルヴィン・パノフスキーの解釈によれば、有翼の「勝利」を捧げ持つ女性像 (画面上部左端) は、おそらくウェスタ神を表しており、これは古代キリスト教徒の著者プルデンティウス (Prudentius) の『聖ラウレンティウスの受難』 (Passion of St Lawrence) 中の、「聖なる殉教者（ラウレンティウス）のその死は、[異教徒]の神殿の実質的な破滅であった。それゆえ、ウェスタ神は、彼女の見守り守護する神殿が無傷のまま見捨てられるのを見た」に触発されている。聖ラウレンティウスの殉教は異教からキリスト教への回心を表している。
本作は、「こちら側は焼けたから、裏返して焼け」といったという、苦痛に対するラウレンティウスの我慢強く皮肉な反応の完璧な描写に達している。画面前景手前と奥にいる人物たちの間の引っ張りあうような対位法、鑑賞者に対して脚を突き出したラウレンティウスの身体の鋭い前面短縮法、色彩の寒暖の強烈さは、情景のドラマを高めるよう目論まれている。ローマ人の責め立てる激しさは、天国に自らの救いを求めている聖人の受容的な身振りを引き立てる作用をしている。
この画面の闇の中では、光が何よりも効果をあげている。風にたなびくたいまつ、焼き網道具を通して見える灼熱している炎や、光を反射する武具、人や物の輪郭を照らしているハイライトなどは、ティツィアーノの絵画技法の示威である。しかし、それ以上に、そうした光の描写は、殉教者ラウレンティウスの上に開かれている天国の神々しい光と対照をなして、地上の物質を示す劇的で象徴的な効用を持っている。
ティツィアーノは、ヤコブス・デ・ウォラギネの『黄金伝説』中の、「その同じ夜、ラウレンティウスは再びデシウスの前に引き出された。…それから、彼に対してあらゆる拷問が加えられた。そしてデシウスが言った。『神々に犠牲を捧げよ、さもなくば汝を夜を徹してさいなまん！』するとラウレンティウスが答えた。『わが夜に闇なし、ものみな光り輝けり！』に示唆されたように思われる。

## エル・エスコリアル修道院のヴァージョン

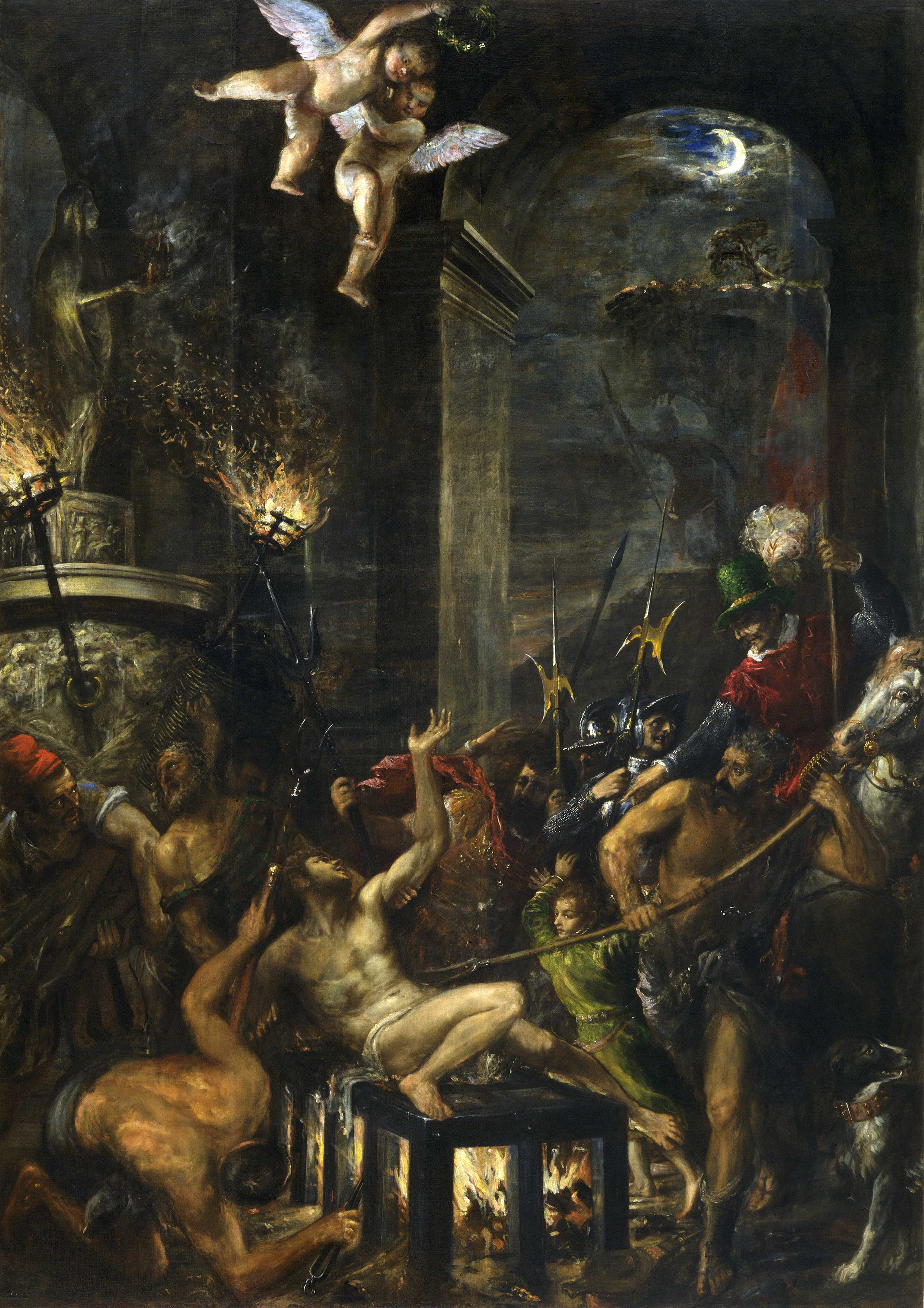
ティツィアーノ『聖ラウレンティウスの殉教』 (第2ヴァージョン)、415 x 297.5センチ、エル・エスコリアル修道院

1564年、スペイン王フェリペ2世はティツィアーノに別の『聖ラウレンティウスの殉教』を委嘱した。この作品は1568年にスペインに到着し、1574年にエル・エスコリアル修道院に移された。
作品の委嘱と制作については、フェリペ2世とヴァネツィアにいた大使たち、そしてティツィアーノ自身との詳細な文通によってよく知られている。また、1566年にビーリ・グランデ (Biri Grande) にあったティツィアーノの工房を訪れた『画家・彫刻家・建築家列伝』の著者ジョルジョ・ヴァザーリなど著名な訪問客の証言もある。
この複製で、ティツィアーノは、聖ラウレンティウスが乗せられている焼き網の周囲にいる処刑者の数と左側の女神像の置かれている台座は原作と同じにしている。しかし、聖人の実際の殉教の歴史的状況（聖人の殉教はオリンピアデス浴場で起きた）を再現すべく、原作にある壮大な建築的、舞台的設定を全部排除し、この複製では夜の闇に吞まれているポルチコ（建物の玄関に続く柱廊）に置き換えている。もう1つの大きな革新は画家が用いている新たな照明方法で、夜の雰囲気を出すためにあらゆる可能性を利用しており、焼き網の下の炎と女神像の下に配置されている灯りの強い光のために聖人の身体はより一層のハイライトとなっている。 この作品は、ティツィアーノの夜景図の中でも最も印象的な作品である。